# 王仁甫
王仁甫（1980年8月28日—），臺灣藝人，是男子團體「5566」的副團長。

## 生平
王仁甫出生於台東縣。早年曾是喬傑立娛樂旗下偶像團體5566的副團長，畢業於華岡藝校。1998年加入前經紀人孫德榮旗下的團體Postm3n出道。在退兵役後，孫德榮安排他加入團體5566，並成為該團之副團長、主音。目前副業是與妻子季芹在宜蘭頭城外澳共同經營民宿PLAY Hotel。
2016年與孫協志、許孟哲一起主持中視監製及首播的實境外景節目《飢餓遊戲》，播出至今。
2021年5月與其妻季芹 共同經營Youtube頻道『芹仁PlayWhat』紀錄芹仁一家4口的生活與四處旅遊的真實體驗。

## 出版品

### 書籍
| 年份   | 書名                           | 出版社   | ISBN               |
| ------ | ------------------------------ | -------- | ------------------ |
| 2003年 | 我討厭王仁甫、5566認真貼身紀實 | 尖端     | ISBN 9571028134    |
| 2004年 | 5566 For You 寫真樂譜書        | 尖端     | ISBN 9571028975    |
| 2004年 | 5566 闖天關 01                 | 尖端     | ISBN 9789571029320 |
| 2005年 | 5566 闖天關 02                 | 尖端     | ISBN 9789571029894 |
| 2006年 | 5566 闖天關 03                 | 尖端     | ISBN 9789571029900 |
| 2009年 | 芹仁 關島婚禮．Wedding In Guam | 凱特文化 | ISBN 9789866606328 |
| 2010年 | 峇里島一級棒親子自由行         | 凱特文化 | ISBN 9789866606915 |

## 主持作品
| 年份          | 頻道       | 節目                              |
| ------------- | ---------- | --------------------------------- |
| 1998年        | 華人音樂台 | 《娛樂焦點新聞》                  |
| 1998年        | 華人音樂台 | 《點播心情》                      |
| 2002年-2011年 | 三立都會台 | 《完全娛樂》                      |
| 2002年        | 三立都會台 | 《電子情人》                      |
| 2001年-2004年 | 台視       | 《少年兵團旗開得勝》              |
| 2002年        | 台視       | 《青春樂園週週報》                |
| 2002年        | 台視       | 《娛樂短波新聞》                  |
| 2003年-2007年 | 台視       | 《少年特攻隊》                    |
| 2004年        | 華視       | 《鬥陣聚樂部》                    |
| 2004年        | 台視       | 《嘻哈劈頭四》                    |
| 2004年        | 台視       | 《綜藝大喝采》                    |
| 2005年-2006年 | TVBS-G     | 《金G金曲排行榜》                 |
| 2009年-2011年 | 三立都會台 | 《冒险奇兵》                      |
| 2009年        | 湖南卫視   | 《勇往直前》                      |
| 2009年        | 中天娛樂   | 《愛的大作戰》                    |
| 2010年        | 華視       | 《綜藝大國民》                    |
| 2012年        | 壹電視     | 《猜對字了沒》                    |
| 2013年        | 八度空間   | 《非常好歌》                      |
| 2014年        | 浙江衛視   | 《人生第一次》                    |
| 2015年        | 年代much   | 《白日夢冒險王》                  |
| 2015年        | 超視       | 《列王大挑戰》                    |
| 2016年-至今   | 中視       | 《飢餓遊戲》                      |
| 2017年        | 淘寶直播   | 《明星實驗室》                    |
| 2017年        | 淘寶直播   | 《欠你一頓飯》                    |
| 2018年        | 華視       | 《綜藝菲常讚》第8集開始的嘉賓主持 |
| 2018年        | 衛視中文台 | 《歌神請上車第三季》              |
| 2018年        | 東森綜合台 | 《明星便利店》                    |
| 2018年-2019年 | 狼谷競技台 | 《FIVE鬪！龍虎門》                |
| 2020年        | 民視無線台 | 《幸福保衛戰》                    |
| 2021年-至今   | Youtube    | 《芹仁PlayWhat》                  |
| 2021年-2022年 | 民視無線台 | 《明星許願池》                    |
| 2023年        | 三立都會台 | 《大老闆聯盟》                    |

## 演出作品

### 電視劇
| 年份   | 頻道             | 劇名             | 角色           |
| ------ | ---------------- | ---------------- | -------------- |
| 2002年 | 華視、三立都會台 | 《MVP情人》      | 康勇(殺手)     |
| 2002年 | 華視             | 《麻辣鮮師》     | 阿仁 (客串)    |
| 2003年 | 華視、三立都會台 | 《海豚灣戀人》   | 5566 (客串)    |
| 2003年 | 華視、三立都會台 | 《西街少年》     | 王星杰         |
| 2004年 | 華視、三立都會台 | 《紫禁之巔》     | 把子           |
| 2004年 | 台視             | 《愛上千金美眉》 | 5566 (客串)    |
| 2005年 | 台視、三立都會台 | 《格鬥天王》     | 衛英崎(段英崎) |
| 2005年 | 三立都會台       | 《大熊醫師家》   | 喬小甫 (客串)  |
| 2006年 | 華視             | 《食神》         | 史提芬周       |
| 2016年 | 中視             | 《皇恩浩蕩》     | 父王 (客串)    |

### 舞台劇
- 2008年：屏風表演班《六義幫》           （飾演小鄧）
- 2011年：屏風表演班《徵婚啟事》
- 2025年：春河劇團《老闆～來碗陽春麵！》

### 演唱會
| 年度   | 日期                   | 名稱                                              | 地點                    |
| ------ | ---------------------- | ------------------------------------------------- | ----------------------- |
| 2003年 | 1月26日                | 《一飛沖天台北南港101演唱會》                     | 台北                    |
| 2003年 | 4月12日                | 《超越自我PLAY新加坡室內體育場演唱會》            | 新加坡                  |
| 2003年 | 7月27日                | 《SKYWALK台北南港101演唱會》                      | 台北                    |
| 2003年 | 10月10日               | 《中華民國慶演唱會》                              | 台北                    |
| 2004年 | 4月17日                | 《龍之神武新加坡室內體育場演唱會》                | 新加坡                  |
| 2004年 | 8月8日                 | 《新加坡國慶演唱會》                              | 新加坡                  |
| 2004年 | 8月28日                | 《龍之神武萬人祈福台北體育場演唱會》              | 台北                    |
| 2004年 | 10月10日               | 《嘉義花火節演唱會》                              | 嘉義                    |
| 2004年 | 12月11日               | 《愛在星光新加坡國際會議中心》                    | 新加坡                  |
| 2005年 | 4月8日                 | 《愛無所不在大甲媽祖演唱會》                      | 台中市                  |
| 2005年 | 5月15日                | 《南投花卉博覽會演唱會》                          | 南投縣                  |
| 2005年 | 12月11日               | 《同一個世界新加坡演唱會》                        | 新加坡                  |
| 2006年 | 3月18日                | 《同一個世界唯吾獨尊台北中山足球場演唱會》        | 臺北市                  |
| 2006年 | 3月24日                | 《愛無所不在大甲媽祖演唱會》                      | 台中市                  |
| 2006年 | 8月12日                | 《夏日八度馬來西亞演唱會》                        | 馬來西亞                |
| 2007年 | 12月31日               | 《5566印尼棉蘭跨年演唱會》                        | 印尼                    |
| 2008年 | 8月23日                | 《Phu．Tho- SYM Vacation 2008演唱會》             | 越南                    |
| 2009年 | 12月8日                | 《成都演唱會》                                    | 中國                    |
| 2009年 | 12月31日               | 《檳城跨年演唱會》                                | 馬來西亞                |
| 2016年 | 12月31日               | 花YOUNG臺中-臺中麗寶樂園跨年演唱會                | 臺中市                  |
| 2019年 | 2月23日                | 台北《Since 5566》小巨蛋演唱會 一段愛與我們的故事 | 台北小巨蛋              |
| 2019年 | 7月6日                 | 新加坡《Since 5566》演唱會 一段愛與我們的故事     | 新加坡室內體育館 新加坡 |
| 2020年 | 8月22日 (原為3月7日)   | 高雄《Since 5566》演唱會 一段愛與我們的故事       | 高雄小巨蛋              |
| 2020年 | 因疫情尚未決定延期日期 | 馬來西亞《Since 5566》演唱會 一段愛與我們的故事   | 馬來西亞 小巨蛋         |
| 2020年 | 12月31日               | 臺中麗寶跨年雙演唱會                              | 臺中市                  |
| 2022年 | 10月22日(原為6月11日)  | 2056 二十週年演唱會                               | 高雄巨蛋                |

## 獎項紀錄

### 電視金鐘獎
| 年份   | 獲提名       | 獎項                                | 結果 |
| ------ | ------------ | ----------------------------------- | ---- |
| 2018年 | 《飢餓遊戲》 | 第53屆金鐘獎益智及實境節目主持人獎  | 入圍 |
| 2023年 | 《飢餓遊戲》 | 第58屆金鐘獎 益智及實境節目主持人獎 | 入圍 |

## 外部連結
- 王仁甫和季芹之永遠的芹仁的Facebook專頁
- 王仁甫的Instagram帳戶
- PLAY Hotel的Facebook專頁
- 『芹仁PlayWhat』Youtube頻道 （页面存档备份，存于）
- PLAY Hotel （页面存档备份，存于）
- ＰＬＡＹ - 臺灣旅宿網
- 搖滾浪子 王仁甫的Facebook專頁
- 王仁甫在时光网上的簡介（简体中文）
- 王仁甫在豆瓣上的资料（简体中文）

1. ↑  .   [2022-07-08]. （原始内容存档于2020-04-04）.